# ألمان الفولغا
ألمان الفولغا (بالألمانية: Wolgadeutsche or Russlanddeutsche) و (بالروسية: поволжские немцы) هم الألمان ألذين إستوطنوا على نهر الفولغا في جنوب شرق أوروبا بالقرب من مدينة ساراتوف ما بين روسيا وكازاخستان حالياً وعاشوا هناك لعدة قرون، حيث بدأت هجرتهم إلى هناك في القرن 18 لبحثهم عن أراضي وجلبوا معهم العديد من العادات والتقاليد الألمانية إلى المنطقة، في بداية القرن العشرين هاجر أغلبهم إلى الولايات المتحدة والبرازيل والأرجنتين نتيجة وقوع مناطقهم لصراعات أثناء الحرب العالمية الأولى والحرب الأهلية الروسية. أثناء الحرب العالمية الثانية شكك الاتحاد السوفيتي بولائهم مما أدى لستالين بقتل العديد منهم وتهجير البقية إلى الغرب. أثناء عقد 1980 و1990 هاجر أغلبيتهم إلى بلدهم الأم ألمانيا.